# Kartoffelbewegung
Die Kartoffelbewegung (griechisch κίνημα της πατάτας kínima tis patátas) ist eine Selbsthilfeinitiative, die 2012 in Griechenland von Produzenten und Verbrauchern von landwirtschaftlichen Erzeugnissen geschaffen wurde, um Verbraucher unter Ausschaltung des Zwischenhandels direkt mit landwirtschaftlichen Produkten zu beliefern und damit die Teuerung unter Kontrolle zu bringen.

## Entstehung
Die Initiative entstand aus der wirtschaftlichen Notlage, in die Griechenland infolge der Finanzkrise geraten ist. Der Endverbraucherpreis für Kartoffeln wurde durch die Gewinnspannen des Zwischenhandels auf bis zu 0,80 Euro pro kg erhöht. Infolge der Rezession waren viele Verbraucher nicht mehr bereit oder in der Lage, diesen Preis zu zahlen, sodass der Absatz stark absank. Kartoffelproduzenten, die nur noch 0,11 bis 0,12 Euro pro kg erhielten, verteilten daher in Thessaloniki Kartoffeln kostenlos unter der Bevölkerung. Daraus entstand die Idee, durch Direktvertrieb Preise zu erzielen, die für die Erzeuger kostendeckend und für die Verbraucher erschwinglich sind.

## Verkaufsaktionen
Kartoffeln werden an vorher bekanntgegebenen Zeiten und Orten im Direktverkauf von Lastwagen herunter in Gebinden von 10 bis 15 Kilo für 0,25 bis 0,30 Euro pro Kilo verkauft, während der Ladenpreis etwa doppelt so hoch ist. Verschiedene Verbrauchergruppen stellen mittels Internet- und Telefon-Kommunikation den Kontakt mit Erzeugergemeinschaften und Genossenschaften für Großbestellungen her. 

## Ausbreitung
Die Direktverkäufe wurden zunächst in Provinzstädten wie Katerini durchgeführt, wo innerhalb von vier Tagen 24 Tonnen Kartoffeln abgesetzt wurden, und erreichten bald die größeren Städte wie Athen. Die Kartoffelproduzenten aus dem Anbaugebiet von Nevrokopi setzten auf diese Weise innerhalb einiger Wochen 15.000 bis 17.000 Tonnen Kartoffeln ab.
Die Bewegung erfasste Verbrauchergruppen, Vereine und Gemeinden in verschiedenen Regionen Griechenlands, wie etwa in Volos und verschiedenen Gemeinden Attikas wie der Gemeinde Pallini.
Die Bewegung wurde schnell populär, die Nachfrage dehnte sich auf andere landwirtschaftliche Produkte aus, mit denen immer mehr Erzeugergemeinschaften die Verbraucher im Direktverkauf belieferten. So wurden bereits direkt vermarktet:
Olivenöl, Mehl, Reis, Bohnen, Obst und Gemüse. Für die Ostersaison ist der Direktverkauf von Lämmern vorgesehen, die etwa in Evros zu 7 bis 8 Euro pro Kilo verkauft werden, während in Metzgereien 12 bis 13 Euro bezahlt wurden.

## Politisches Konzept
Die Kartoffelbewegung überraschte die offizielle Regierungspolitik des Wirtschaftsministeriums, aber auch die politischen Parteien. Die linke SYRIZA und die Dimokratiki Aristera (Demokratische Linke) begrüßten die Bemühungen der Bürger, während die kommunistische KKE den Schritt bedauerte und die Bürger aufforderte, sich nicht zu beteiligen. Sie bezeichnete die Kartoffelbewegung als „unmoralische Propaganda-Kampagne zur Täuschung des Volkes“. 
Gleichzeitig sagte das Wirtschaftsministerium die Unterstützung der Bewegung durch ein staatliches Internetportal zu, in dem Verkaufsaktionen abgefragt werden können.